# جون براينت (كرة سلة)
جون براينت (بالإنجليزية: John Bryant)‏ مواليد 13 يونيو 1987 في بيركيلي، هو لاعب كرة سلة أمريكي. بدأ مسيرته الاحترافية في سنة 2009. يلعب مع نادي موناكو في الدوري الفرنسي لكرة السلة الدرجة الأولى كلاعب وسط. يحمل الرقم 54.

## المسيرة الاحترافية
لعب مع إري بايهوكس في موسم 2009–2010، ثم لعب مع راتيوفارم أولم في الدوري الألماني من سنة 2010 إلى 2013، ثم لعب مع بايرن ميونخ لكرة السلة من سنة 2013 إلى 2016، ثم لعب مع فالنسيا باسكت في الدوري الإسباني في سنة 2016، ثم لعب مع نادي موناكو لكرة السلة في سنة 2016.

## إحصائيات المسيرة

### الدوري الأوروبي
| السنة   | الفريق                 | لعب | بدأ | دقيقة | ميداني% | ثلاثية | حرة  | ارتداد | صنع | استلاب | تصدي | نقطة | أداء |
| ------- | ---------------------- | --- | --- | ----- | ------- | ------ | ---- | ------ | --- | ------ | ---- | ---- | ---- |
| 2013–14 | بايرن ميونخ لكرة السلة | 24  | 22  | 20.5  | .439    | .200   | .667 | 6.5    | 1.2 | .4     | .4   | 7.8  | 8.9  |
| 2014–15 | بايرن ميونخ لكرة السلة | 10  | 8   | 22.2  | .455    | .273   | .767 | 7.7    | 1.5 | .4     | .6   | 10.8 | 12.1 |
| 2015–16 | بايرن ميونخ لكرة السلة | 10  | 3   | 18.7  | .569    | .667   | .692 | 3.9    | .9  | 1.1    | .6   | 8.9  | 10.1 |
| المسيرة | المسيرة                | 44  | 33  | 20.5  | .469    | .311   | .713 | 6.2    | 1.2 | .6     | .5   | 8.8  | 9.9  |

## روابط خارجية
- جون براينت على موقع الدوري الأوروبي لكرة السلة (الإنجليزية)
- جون براينت على موقع الدوري الإسباني لكرة السلة (الإسبانية)
- جون براينت على موقع كرة السلة الأوروبية.كوم (الإنجليزية)
- جون براينت على موقع كلية كرة السلة في سبورتس رفرنس.كوم (الإنجليزية)
- جون براينت على موقع ريلجم (الإنجليزية)
- جون براينت على موقع بروبوليرز (الإنجليزية)
- جون براينت على موقع سبورتس رفرنس (الإنجليزية)
- جون براينت على موقع سبورتس رفرنس (الإنجليزية)